# 오토쿠니촌
오토쿠니촌(일본어: 乙訓村)은 일본 교토부 오토쿠니군에 설치되었던 촌이다.